# Menip

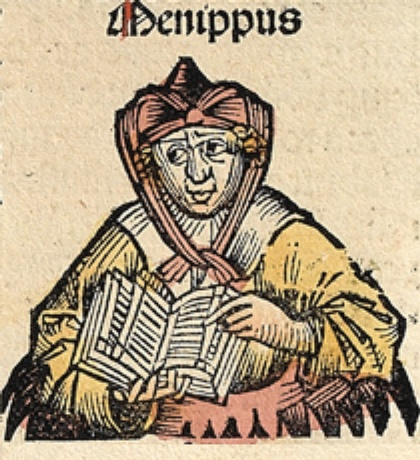
Menip, Cronica din Nürnberg.

Menip din Gadara, cunoscut și ca Menippus sau Menipp, (în greacă Μένιππος ὁ Γαδαρεύς; fl. secolul al III-lea î.Hr.) a fost un filozof și satirist cinic. Scrierile lui, care astăzi sunt toate pierdute, au avut o influență importantă asupra filozofilor Varro și Lucian din Samosata. Satira menipeană este numită după el.

## Biografie
Se cunosc puține informații despre viața lui Menip. Era originar din orașul Gadara din regiunea Coele-Siria. Potrivit surselor antice el ar fi fost inițial sclav. S-a aflat în slujba unui cetățean din Pontus, dar și-a obținut libertatea într-un anume fel și a locuit la Teba. Diogene Laerțiu relatează o poveste dubioasă potrivit cărea Menip a acumulat o avere din cămătărie, a pierdut-o și apoi s-a sinucis de disperare. Lucian din Samosata îl consideră pe Menip, alături de Antistene, Diogene din Sinope și Crates, drept unul dintre cei mai notabili filozofici cinici.

## Scrieri
Lucrările sale (scrise într-un amestec de proză și versuri) sunt toate pierdute. El a discutat subiecte serioase într-un stil batjocoritor și a fost deosebit de încântat să-i atace pe epicurieni și pe stoici. Strabon și Stephanus îl numesc „bufon serios” (în greacă σπουδογέλοιος, spoudogeloios). Scrierile sale au exercitat o influență considerabilă asupra literaturii de mai târziu, iar satira menipeană este numită după el. Deși scrierile lui Menip nu au supraviețuit, există unele fragmente din Saturae Menippeae a lui Varro, care au imitat stilul lui Menip. Unul dintre dialogurile atribuite lui Lucian, imitatorul lui declarat, care îl menționează frecvent, este numit Menippus, dar din moment ce subtitlul („Dialogurile morților”) seamănă cu titlul unei lucrări atribuite de Diogene Laerțiu lui Menip, s-a sugerat că este o imitație după Necromanție.
Diogene Laerțiu a afirmat că următoarele lucrări au fost scrise de Menip:
- Νέκυια – Necromanție
- Διαθῆκαι – Testamente
- Ἐπιστολαὶ κεκομψευμέναι ἀπὸ τῶν θεῶν προσώπου – Scrisori compuse artificial ca și cum ar fi ale zeilor
- Πρὸς τοὺς φυσικοὺς καὶ μαθηματικοὺς καὶ γραμματικοὺς – Răspunsuri către filozofi, matematicieni și gramaticieni
- Γονὰς Ἐπικούρου – Nașterea lui Epicur
- Τὰς θρησκευομένας ὑπ' αὐτῶν εἰκάδας – Venerarea celei de-a douăzecea zi (sărbătorită în școala epicuriană)

În plus, Athenaeus menționează lucrările Symposium și Arcesilaus, iar Diogene Laerțiu menționează Vânzarea lui Diogene (în greacă Διογένους Πράσει) scrisă de Menip, care pare a fi principala sursă a poveștii capturării de către pirați și a vânzării ca sclav a lui Diogene din Sinope.

## Legături externe
- Lives & Writings on the Cynics, directory of literary references to Ancient Cynics
- Menippus – Lucian's dialogue in which Menippus visits Hades